# 北区立新町中学校
北区立新町中学校（きたくりつ しんまちちゅうがっこう）は、かつて東京都北区田端新町にあった公立中学校。通称は「新中」（しんちゅう）。

## 沿革
- 1955年（昭和30年） - 北区立田端中学校の分校として設立
- 1956年（昭和31年） - 田端中学校より独立し、北区立新町中学校となる
- 2008年（平成20年）3月 - 田端中学校に再統合され、閉校

## 通学区域とその影響
- 北区立滝野川第四小学校（通称『滝四（たきよん）』）と全く同じ通学区域（田端新町、東田端全域）であったため、以前は滝四の卒業生は私立・国立中学に進学しない限り全員が当校に進学し、かつ当校にも滝四卒業生以外の生徒はほとんど存在しなかった。
- そのため、生徒については「競争心が乏しい」と評された時期もあったが、これを課題視した某女性教諭が当校男子バレーボール部を鍛え上げ、昭和50年代半ばは北区大会でベスト4の常連であった。ちなみにその女性教諭はその後、板橋区立加賀中学校に転任し、同校男子バレーボール部を監督し板橋区大会優勝に導いている。

## 岩井臨海学園
新町中学校は、千葉県南房総市にある北区岩井学園にて、ライフセービングの体験学習を実施していた。

## 著名な卒業生
- 山内賢（俳優）

## その他
- 北区立の学校ながら荒川区に隣接するエリアに所在していたため、下町らしい明るい校風であった。
- 地理的な最寄駅としては、徒歩10分のJR田端駅（北区）だけでなく、京成新三河島駅（荒川区）も徒歩圏にあった。
- 校庭がテニスコート2面程度の広さしかなかったため、運動会は北運動場（北区神谷）で実施していた時代が長い。
- 50m走の校庭練習ではレーンを校庭の対角に取ったが、ゴール地点の助走距離が極端に短くネットにぶつかって止まっていた。従ってゴールネットにぶつかる恐怖で、ほとんどの生徒が全力疾走出来ない練習であった。
- 校庭が未舗装だったため、夏場に地中埋め込み型のスプリンクラーを稼働していた。校庭を使用していない授業中などに散水が行われ、狭い校庭だったためまれに1階の校舎内に散水が吹き込むことがあった。予告なく散水されたため濡れてしまう生徒も多かったが、父母からの苦情なども出ず、【新中の夏の風物詩】でもあった。
- 体育館には当時の最新設計が導入され、各方面から数多くの視察が来校していた。1階には車寄せを初め、管理室・男女別の更衣室が設けられプールへの直接アプローチが可能であった。下町の工業地区らしく、非常に広く中学校としては過剰な設備を備えた技術室があった。また、1階奥にあった視聴覚室の床は制振フローリングが用いられ、視聴覚授業のほか、武道室としての役割も担い地域住民にも広く開放されていた。2階も制振フローリングを用いた体育館があった。上り綱やバスケットゴールは格納式であり、観客席も備えられていた。さらにステージには電動昇降式のスポットライトシステムなどを常設していた。
- 体育館(現アリーナ）には当時としては充実した放送設備と照明の調光設備およびスポットライトを当てるための場所と機材が備えられていた。